# Imbricaria
Imbricaria là một chi ốc biển, là động vật thân mềm chân bụng sống ở biển trong họ Mitridae, họ ốc méo miệng.

## Các loài
Các loài thuộc chi Imbricaria bao gồm:
- Imbricaria bicolor (Swainson, 1824)
- Imbricaria carbonacea (Hinds, 1844)
- Imbricaria conovula (Quoy & Gaimard, 1833)
- Imbricaria conularis (Lamarck, 1811)
- Imbricaria filum Wood
- Imbricaria punctata (Swainson, 1821)
- Imbricaria vanikorensis (Quoy & Gaimard, 1833)

## Phân bố
Các loài thuộc chi có thể thấy ở Ấn Độ Dương dọc theo Chagos và Mauritius.